# .ps
Pour l'extension de fichier .ps, voir .ps (extension).
Pour les articles homonymes, voir PS.
.ps est le domaine de premier niveau national (country code top level domain : ccTLD) réservé à l'État de Palestine. Il est géré par la Palestinian National Internet Naming Authority.

## Domaines de deuxième niveau
Des domaines de deuxième niveau (ainsi que certains de troisième niveau) peuvent être enregistrés :
- .ps : libre d'utilisation (ne nécessite pas d'être Palestinien).
- com.ps, net.ps, org.ps : libre d'utilisation.
- edu.ps : réservé aux organisations éducationnelles.
- gov.ps : réservé à l'Autorité palestinienne.
- sch.ps : utilisé par les écoles palestiniennes.